# Musée municipal et régional de Skagen
Pour les articles homonymes, voir Skagen (homonymie).
Le Musée municipal et régional de Skagen (danois : Skagen By- og Egnsmuseum) est un musée privé situé à Skagen dans l'extrême Nord du Jutland, Danemark.

## Histoire
Ce musée en plein air consistant en des bâtiments retraçant l’histoire de la ville a été créé sous le nom de Skagen Bymuseum en 1927 par les habitants de la ville. Il met également l’accent sur la pêche, le sauvetage en mer et la navigation. Situé à l'origine à Skagen's Østerby, il est déménagé en 1938 sur son site actuel à Svallerbakken. En 1997 il est renommé Skagen By- og Egnsmuseum et en 2009 il est rattaché aux autres musées d'héritages culturels de la région sous la rubrique Nordjyllands Kystmuseum.

## Collection
Le musée consiste en plusieurs maisons anciennes montrant comme les pêcheurs et les autres habitants locaux vivait dans l’ancien temps. Il couvre le développement de la ville du XIXe siècle jusqu'à l'époque actuelle. Les résidences de campagne des riches côtoient les cabanes de pêcheurs pauvres. Il y a également une forge et une station de sauvetage en mer. À l'intérieur sont exposés des objets marins, des anciennes photographies et des peintures couvrant différentes époques de l’histoire de Skagen. Il y a également un ancien moulin hollandais sur le site.